# 황해 해전 (1894년)

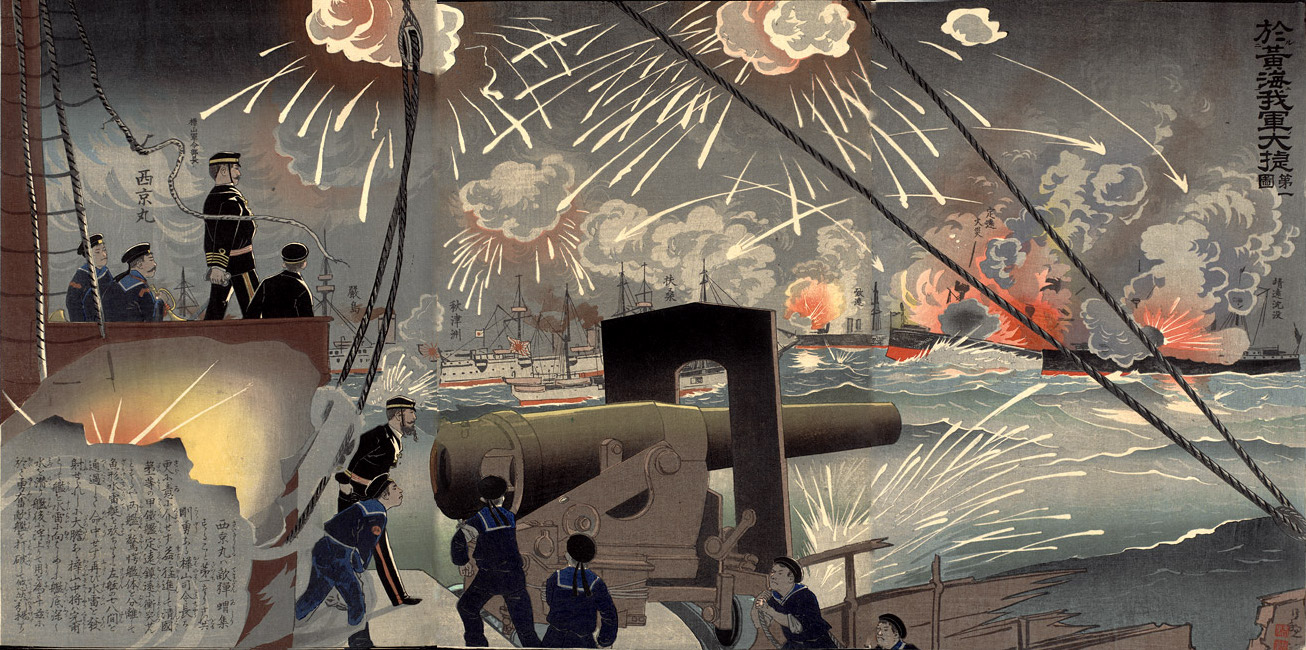
황해해전을 묘사한 우키요에

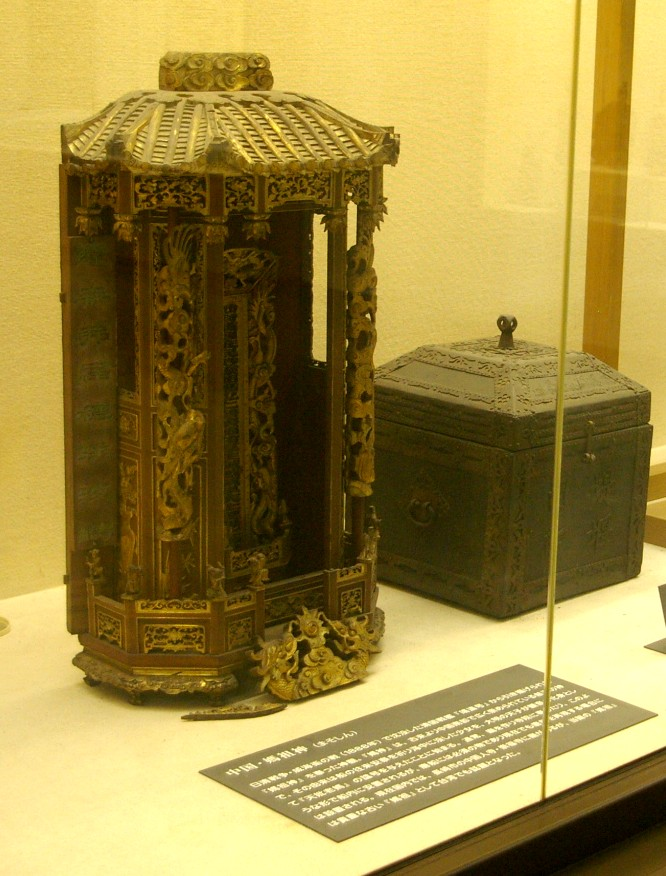
청국군함신부(淸國軍艦神符)
원구사료관소장

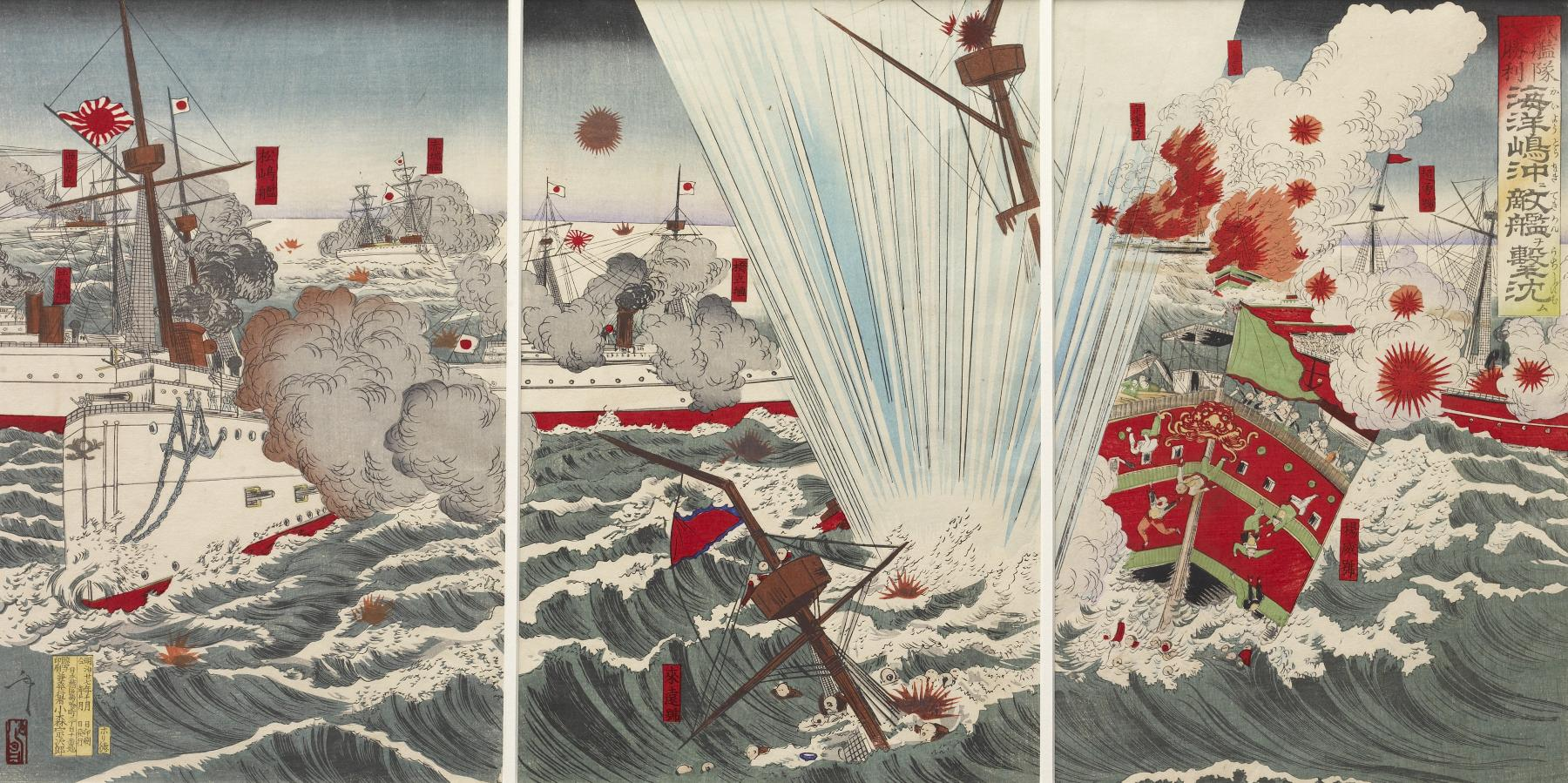
중국함대를 공격하는 기함 마쓰시마

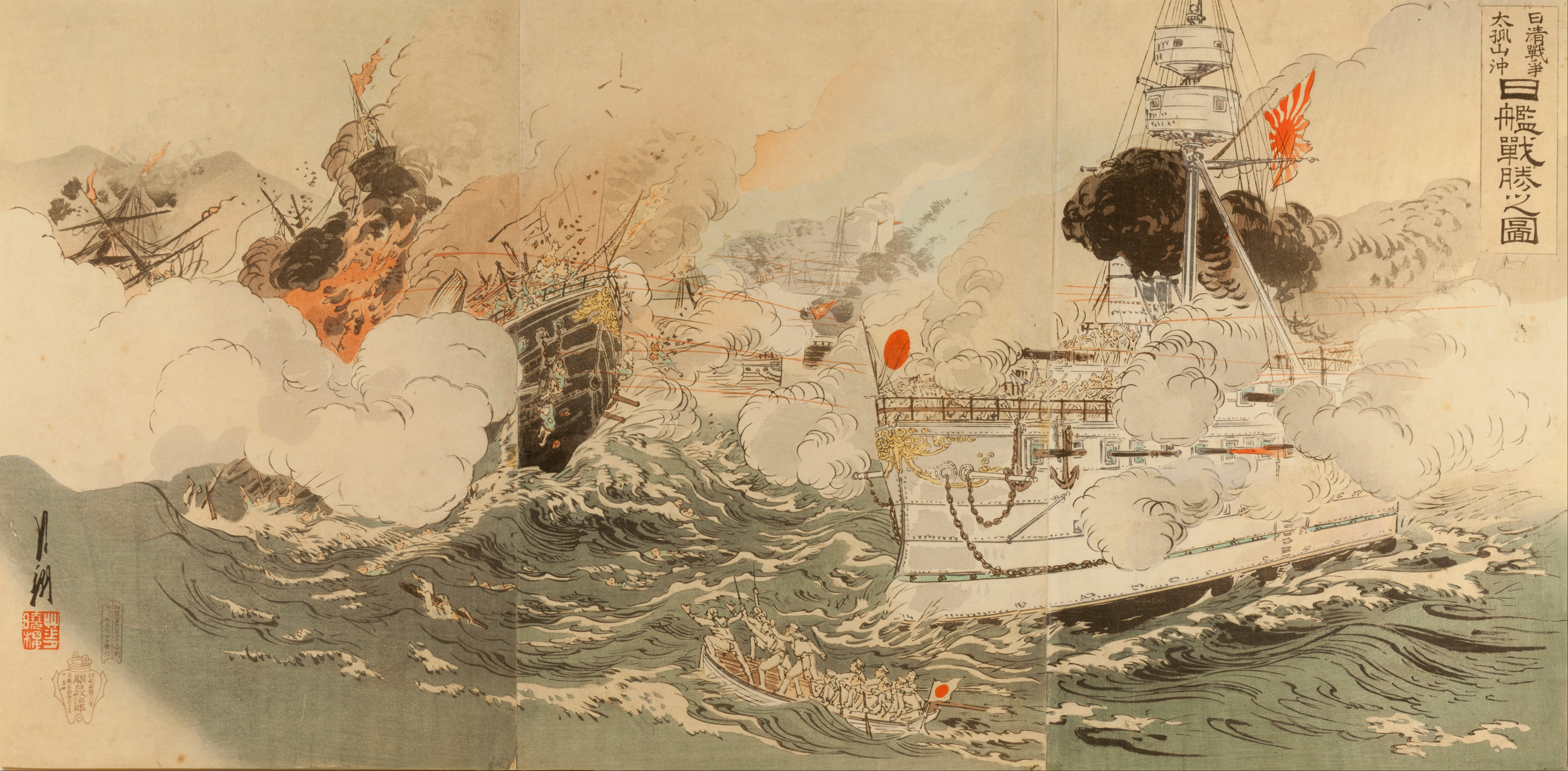
황해해전(그림:오가타 겟케이)

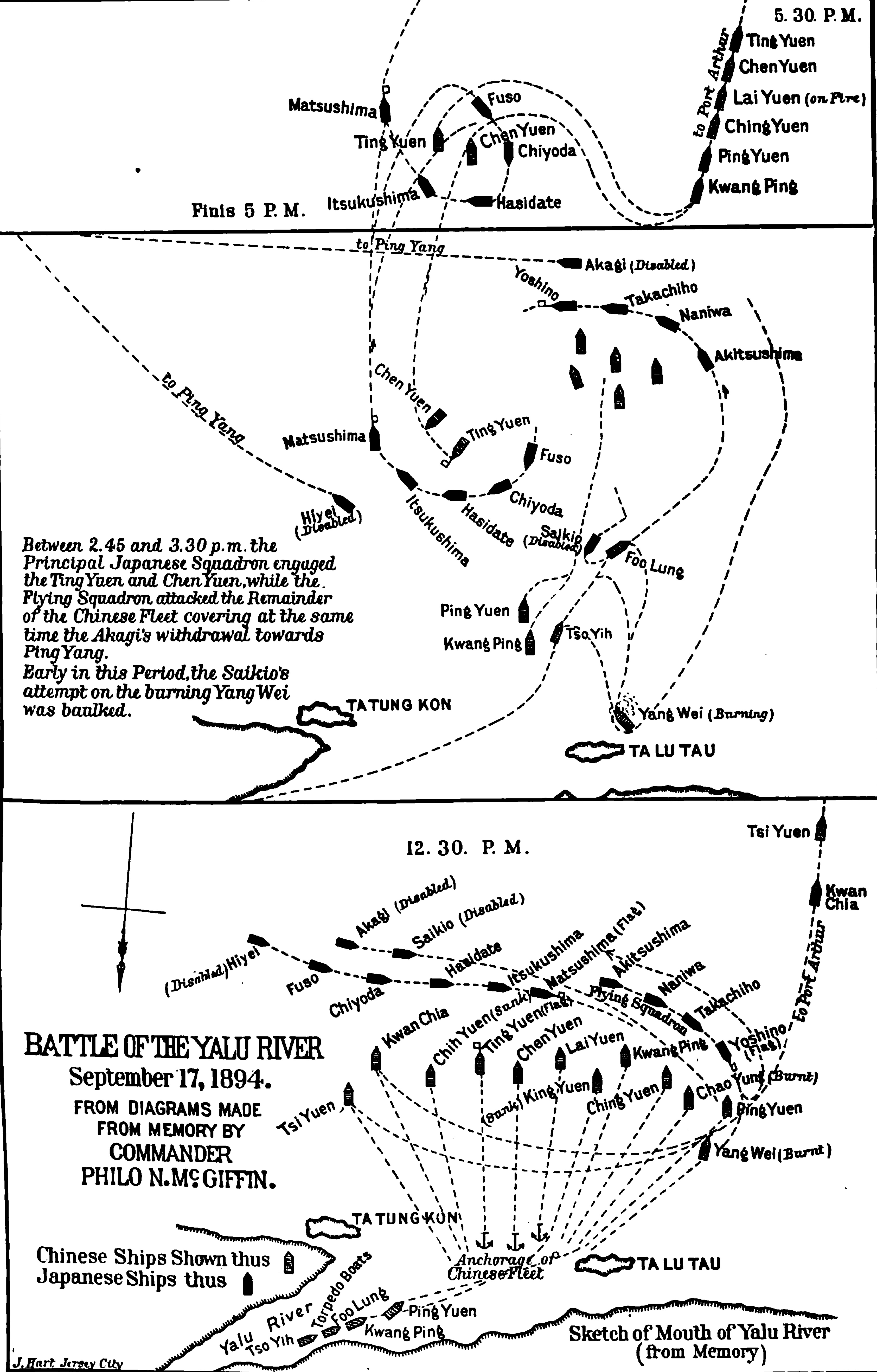
해전 당시 양국 함대 진행도

황해해전(黃海海戰)은 1894년 9월 17일 청일 전쟁 중기 일본해군 연합함대와 청나라 북양함대 사이에 벌어진 해전으로 압록강 해전(鴨綠江海戰, Battle of the Yalu River)으로도 불린다. 근대적인 장갑함이 실전에 투입된 최초의 전투로 알려져 있으며 이 해전의 결과, 청나라 해군은 큰 손실을 입고 제해권을 상실하여 무력화 된다.

## 배경
청일 전쟁 발발 초기 일본은 먼저 군대를 동원해 풍도 해전, 성환 전투, 평양 전투 등을 치러 조선 내의 청나라 병력을 패퇴시켰고, 청나라의 패잔병들이 압록강에서 재집결, 수송선 5척에 실려 요동 반도로 떠났다. 전쟁에 결착을 짓기 위해 일본군 대본영은 일본 해군에게 다음 두가지 전략 목표를 하달했다. 첫째는 북양함대를 저지할 것, 둘째는 황해 제해권 장악이었다.
이에 반해 청나라의 리훙장은 되도록 지구전으로 끌고가 서양 열강들이 청일 양국간의 휴전 및 강화를 놓고 개입하게 하는 것이 목표였다. 따라서 그는 북양함대 제독 정여창에게 연안방어와 전력보존의 방침을 하달했다. 이 때문에 카바야마 스케노리가 자신의 위장순양함 사이쿄마루(西京丸號)를 몰고 북양함대의 기항인 여순항 근처에서 도발을 했음에도 그들은 좀처럼 대련만 밖으로 나오지 않았다.
1894년 9월 16일 오후 1시, 북양함대는 압록강에서 보병 4,000명을 태운 수송선 5척을 맞이하기 위해 마침내 대련만을 나왔다. 수송선이 대련항 근처 다후산(大狐山)에서 육군을 상륙시키는 사이 북양함대는 다후산 앞바다에서 훈련 중이었다.
1894년 9월 16일 오후 5시, 황해도 최서단 척백곶에 몰래 정박해 있던 일본 연합함대 본대(이하 연합함대)와 제1유격대(연합함대의 별동대)가 북양함대 출격 정보를 입수, 결전을 치르기 위해 침로를 잡고 출항했다. 여기에 비정규편성으로 아카기와 위장순양함 사이쿄마루가 뒤따랐는데, 아카기 호는 흘수가 낮은 점을 이용, 영국인 출신 존 윌슨 제독의 지휘하에 연안과 도서 지역 탐색을 수행했고 사이쿄마루는 카바야마 스케노리 함장과 이주인 고로 중좌 등을 태워 전황감시선으로 이용됐다.
1894년 9월 17일 오전 10시 경, 북양함대와 일본 연합함대가 동시에 서로를 발견, 조우했다. 제1유격대는 쓰보이 고조 소장이 이끄는 4척의 전함, 즉 기함 요시노, 다카치호, 아키쓰시마, 나니와 함의 순으로 앞에 섰고, 이어 연합함대 사령장관인 이토 스케유키가 지휘하는 6척의 전함인 기함 마쓰시마, 지요다, 이쓰쿠시마, 하시다테, 히에이, 후소 함의 순으로 제1유격대의 뒤를 받치는 단종진을 만들었다. 이에 맞서 북양함대는 리싸 해전(Battle of Lissa, 1866)에서의 오스트리아 함대를 모방해 13척의 전함과 2척의 어뢰정으로 횡렬진을 형성해 마침내 해전이 시작됐다.

## 전투 과정

### 해전#1 (12시 52분부터 14시까지 상황)
12시 52분, 기함 마쓰시마가 정원함(定遠艦)에 대해 발포를 시작했다. 이에 대항해 북양함대는 제1유격대를 향해 사격했다. 제1유격대는 이에 대응하지 않고 그대로 돌진, 3분 후 북양함대 최우측의 양위함(揚威艦)과 초용함(超勇艦)에 포격을 시작했다. 북양함대는 연합함대 본대에 대해 충각전술을 시도해 접근했으나 연합함대의 속도가 더 빨라 그이상 접근할 수 없었고 오히려 제1유격대의 연계 사격에 의해 십자포화를 받고 화염에 휩싸였다.
13시 5분, 집중포화를 맞고 초용함에서 화재가 발생한지 30분만에 침몰, 양위함은 대록도(大鹿島) 남방에서 좌초해 전투 능력을 상실했다.
13시 6분, 평원함(平遠艦)과 광병함(広丙)을 비롯한 청군 별동함대가 해전 해역으로 남하해 왔다. 이때부터 일본해군도 손실을 입기 시작했는데, 제1유격대가 적의 우익을 격파 후 본대로 귀환하려고 방향을 전환하기 위해 12노트로 감속한 사이 ‘기함 요시노’가 우현 뒷갑판에 피격당해, 적재된 장약에 불이 붙었고 연합함대 본대 역시 기함 마쓰시마가 6인치 포탄을 맞는 등 피해가 속출했다.
13시 14분, 제1유격대가 전속력으로 적함들을 따돌리느라 사격이 일시중단될 무렵, 함대본대 후방에 ‘코르벳함 히에이’가 속도가 떨어지면서 대열에서 낙오하자 뒤에 있던 방호순양함 하시타테까지 탈락해 버렸다. 적함 사이에 고립된 히에이호를 노리고 정원함과 래원함(來遠艦)이 충각 전술을 시도했으나 히에이 호의 함장 사쿠라이 키쿠노조가 순간적인 판단으로 두 적함 사이를 돌파해 버렸다. 하는 수 없이 정원함과 래원함은 연합함대 최끝단에 장갑코르벳함 후소를 노리고 다시금 충각전술을 시도했다.
13시 20분, 제1유격대는 북서 방면으로 향하여, 북쪽에서 남하하는 별동대를 견제했다. 연합함대 본대에는 충각전술을 당한 후소가 가까스로 좌현으로 빠져나왔다. 문제는 방금의 기동으로 인해 지원함인 아카기와 사이쿄마루가 적함 전면에 노출됐다. 적함과 더 가까웠던 아카기에 맹포격이 가해졌고 함교에 명중을 당해 함장 사카모토 야타로(坂元八太郎) 소좌가 전사했다. 사토 테츠타로(佐藤鉄太郎) 1등 항해사가 지휘를 넘겨받아 몇 개 안되는 포로 반격을 가해 약 800m 거리에 있던 래원함의 갑판을 맞춰 타격을 줬다.
13시 30분, 연합함대 사령관 이토 제독은 동쪽을 향해 시계방향으로 회전 기동하여 북양함대의 배후를 노렸다. 제1유격대가 좌현으로 키를 16번 돌려 15노트로 가속, 남하한 연합함대와 나란히 진행하려 했으나 타이밍이 맞지 않은 채 연함함대의 뒤를 따랐다.

### 해전#2 (14시에서 17시까지 상황)

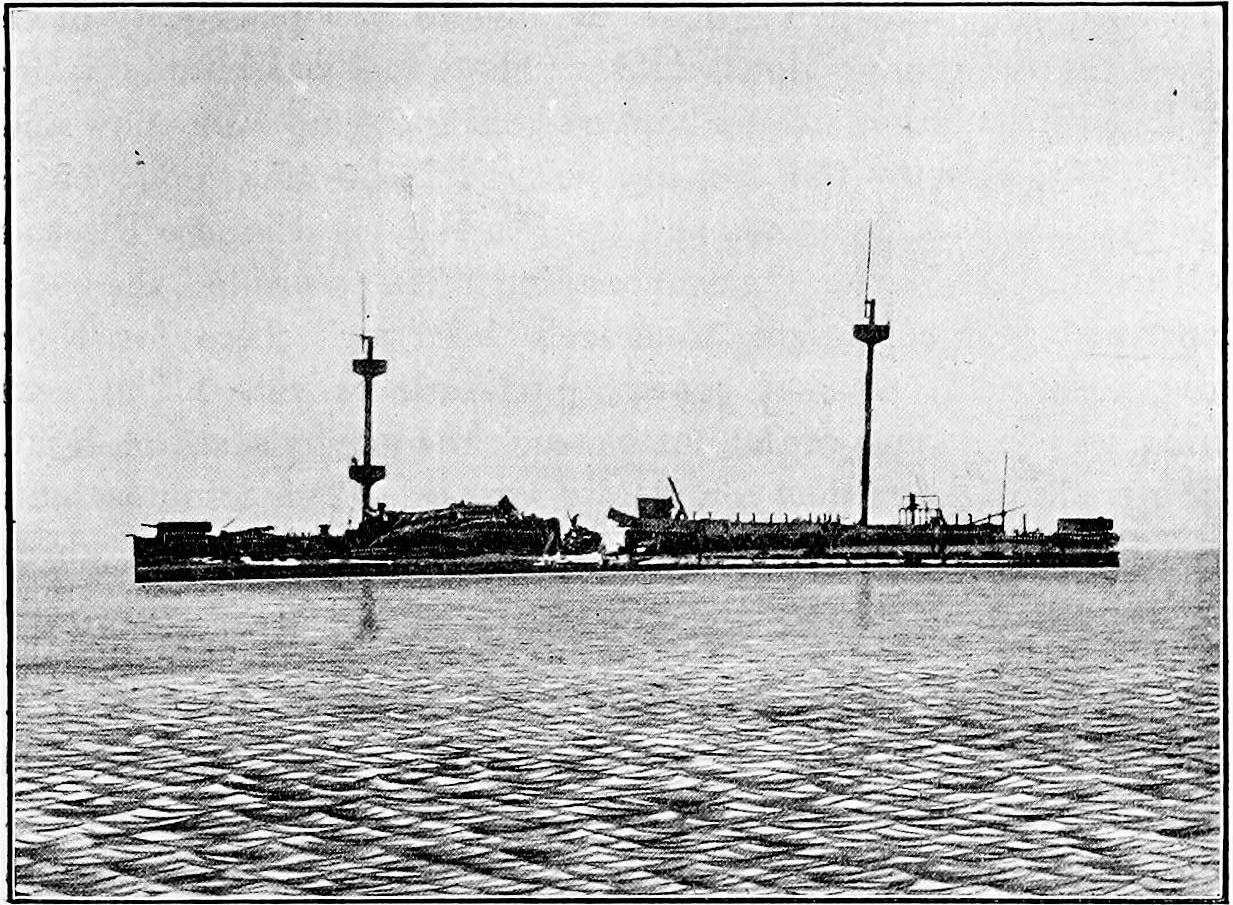
침몰한 정원함

14시 정각, 전투 능력을 상실한 코르벳함 히에이가 ‘본함 화재로 인해 열외하겠음’이라 긴급타전하면서 동북 방면으로 이탈했다.
14시 15분, 전황감시선 사이쿄마루로부터 ‘히에이, 아카기 위험’이란 무전을 받고 제1유격대가 북쪽으로 향했다. 당시 아카기는 추격해오는 래원함에 포탄을 명중시키는 등, 호랑이 아가리를 빠져나오려 안간힘을 쓰는 중이었다. 사이쿄마루는 기관실과 방향타를 피격당한 채 ‘본함 기관 고장’ 무전을 재차 보냈다. 사이쿄마루에서 뿜어져나오는 연기를 관측한 평원함과 광병함(이상 전함), 그리고 복룡함(어뢰정) 등이 남하해 쾌속항진해 왔다. 사이쿄마루는 연합함대의 눈이었으며 무장과 장갑이 빈약해 공격을 오래 버틸 수 없었으므로 빨리 구조해야 했다.
14시 30분, 제1유격대는 서쪽으로 방향을 틀며 별동대를 향해 불을 뿜었다. 나니와가 사이쿄마루를 피하기 위해 잠시 기관을 정지하는 것을 확인한 정원함과 진원함(鎮遠艦) 등이 나니와 호 쪽으로 다가왔다.
14시 40분, 사이쿄마루는 접근해온 복룡함으로부터 2차례 어뢰공격을 받았고, 3발 째는 배 밑으로 그냥 통과했다. 곧 도착한 제1유격대는 히에이, 아카기, 사이쿄마루의 안전을 확인함과 동시에 청군 별동대의 후미를 노리고 들어갔다.
15시 10분, 연합함대 본대는 동진하여 적함대의 동쪽에서 돌아들어가, 정원함과 진원함을 집중포격했다. 제1유격대도 우현으로 키를 8번 돌려, 3.7킬로 거리에서 본함대와 함께 적함대를 때려댔다. 십자포화를 맞고 정원함(定遠艦), 진원함, 치원함, 정원함(靖遠艦)에 화재가 발생, 진형이 무너졌다. 이때 제원함과 광갑함이 전장에서 이탈, 여순 방향으로 후퇴했다. 그나마도 광갑함은 도망중 좌초돼 버려졌다. 이는 근대 이후의 해전에서 유일한 적전 도망 사례이다. 풍도 해전에도 참전했었던 제원함의 함장 방백겸은 그 책임을 물어 청일전쟁이 끝난 후 참수형에 처해졌다.
15시 30분, 진원함의 12인치 포탄이 ‘마쓰시마’의 좌현 포탑에 직격됐다. 포탑 안에 적재된 장약에 불이 붙어 폭발, 28명이 즉사하고 마쓰시마가 대파됐다. 당시 마쓰시마 호의 승조원, 미우라 토라타로(三浦虎太郞) 3등수병은 중상을 입었음에도 불구하고 “정원함 침몰은 아직입니까”라고 부함장 무카야마 싱고에게 물었고, 질문을 받은 무카야마가 “적함은 전투능력을 상실했다”고 답했다. 이 때 일화가 후일 일본군 군가 '용감한 수병(『勇敢なる水兵』)'의 가사로 만들어졌다. 아직 전투능력이 남아있던 치원함이 단독으로 연합함대로 돌진, 동귀어진을 노렸으나 역시 집중포화를 맞고 흘수선 아래에 구멍이 뚫려 침몰했다.
16시 7분, ‘마쓰시마’는 함교 근처의 화재로 기함기능을 상실했다. 이토 사령관은 불관기(不管旗)를 게양해 이를 알렸다. 이를 본 연합함대의 다른 함정들이 기함을 보호하기 위해 기함 주변으로 집결했다. 한편 제1유격대는 경원함 등을 추격하여 북상했다. 북양함대는 지리멸렬하여 정원함과 진원함을 남겨둔채 패퇴했다.
16시 48분, 제1유격대 기함 요시노는 경원함을 따라잡고 포격을 가했다. 경원함은 불길에 휩싸여 17시 29분 경 함수 부분부터 침몰했다. 제1유격대는 다른 청국 함선들을 추격하려 했으나 본대복귀 신호를 받고 물러났다.
연합함대는 함대를 재편성, 손상된 함들을 본국으로 보내고 기함 기능을 ‘마쓰시마’에서 ‘순양함 하시타테’로 변경했다. 그 사이 북양함대의 잔여함들이 여순항으로 후퇴했다. 연합함대는 다음날인 18일 다시 북상하여 적함대와 다시금 해전을 벌이려 했으나 여의치 못하고 다시 그 다음날인 19일 8시를 기해 여순항으로 압박해 들어갔다.

## 결과 및 영향
이후, 여순항에 피항한 북양함대는 일본 육군에 의해 육지로부터 포위될 뻔 했다. 북양함대는 여순항을 겨우 빠져나와 산동의 웨이하이웨이로 갔지만 일본 해군의 추격으로 결국 항복했다. 일본이 황해의 제해권을 차지함으로써 대륙으로 일본 육군이 진격하는 일이 수월해졌다.
세계 해군사의 전술적 측면에서 볼 때도 단종진에 의한 속사포격전술의 유효성이 널리 알려지는 계기가 됐고, 해전의 기본전술 중 하나로 정착됐다. 일본해군에서는 고속, 속사 전술을 주로한 부대(황해해전의 경우 별동대인 제1유격대)와 저속의 중무장 함대(연합함대본대)가 분업하여 운용되는 형태의 교리가 1945년 패전시까지 유지됐다. 서양에서도 제1차 세계 대전에서 영국과 독일 양국이 전함부대와 고속순양함 부대를 나눠 운용하는 등 황해 해전의 일본해군의 전술은 근현대 해전에 많은 영향을 끼쳤다.
단, 일본 해군 내에서 지적됐던 점은 속도가 느린 함이 청나라 해군의 한가운데에 남겨지거나, 다른 함정의 사격 선상에 다른 배가 끼어들어 포격을 방해한다던지 하는 것이었다. 기함이 대파되어 추격을 단념했던 것에 대해서도, 한층 더 추격해 공격을 속행해야 했다는 지적도 있었다. 한편 일본해군은 전투종료 후, 침몰한 함정에서 탈출해서 바다에 빠진 청국수병들을 한 명도 구조하지 않고 죽게 내버려 뒀다. 이 일은 매우 비인도주의적이며 전근대적인 처사로 당시 국제적으로도 크게 비난 받았고 일본제국주의의 앞날이 매우 인명경시적이며 광기에 어린 핏빛 미래가 될 것을 상징적으로 보여준 행태였다.
청나라는 황해 해전의 패배를 북양함대를 창설한 이홍장과 제독 정여창의 책임으로 돌렸으며, 정여창은 음독자살하고, 적전 도망했던 제원함 함장 방백겸 등이 참수됐다. 이 전투를 계기로 청일 전쟁에서 승기는 일본으로 급격히 넘어가게 되었으며, 청나라 황실은 권위를 잃게 되었고 그 틈을 타고 민족주의와 새로운 혁명의 불길이 중국 내부에서 거세게 타오르게 되었다.

## 전투 참가 함정
| \| 일본 연합함대 유격함대(遊擊艦隊): - 순양함 요시노 (吉野) (4,150t) - 순양함 다카치호 (高千穂) (3,650t) - 순양함 나니와 (浪速) (3,650t) - 순양함 아키쓰시마 (秋津洲) (3,150t) 주력함대(主力艦隊): - 순양함 마쓰시마 (松島) (4,277t, 기함)-손상 - 순양함 지요다 (千代田) (2,450t) - 순양함 이쓰쿠시마 (嚴島) (4,277t) - 순양함 하시다테 (橋立) (4,277t) - 장갑 코르벳 후소 (扶桑) (3,718t) - 코르벳 히에이 (比叡) (2,200t)-손상 이외 전력: - 포함 아카기 (赤城) (615t)-손상 - 위장순양함 사이쿄마루(西京丸) (상선, 2,913t)-손상 \| 청나라 북양함대 - 순양함 양위 (揚威) (1,350t)-침몰 - 순양함 초용 (超勇) (1,350t)-침몰 - 순양함 정원 (靖遠) (2,300t) - 순양함 래원 (来遠) (2,830t)-손상 - 철갑함 진원 (鎭遠) (7,430t) - 철갑함 정원 (定遠) (7,355t, 기함) - 순양함 경원 (經遠) (2,850t)-침몰 - 순양함 치원 (致遠) (2,300t)-침몰 - 순양함 광갑 (廣甲) (1,290t)-침몰 - 순양함 제원 (濟遠) (2,355t) - 순양함 평원 (平遠) (2,100t) - 순양함 광병 (広丙) (1,000t) - 어뢰정 \| | |
| 유격함대(遊擊艦隊): - 순양함 요시노 (吉野) (4,150t) - 순양함 다카치호 (高千穂) (3,650t) - 순양함 나니와 (浪速) (3,650t) - 순양함 아키쓰시마 (秋津洲) (3,150t) 주력함대(主力艦隊): - 순양함 마쓰시마 (松島) (4,277t, 기함)-손상 - 순양함 지요다 (千代田) (2,450t) - 순양함 이쓰쿠시마 (嚴島) (4,277t) - 순양함 하시다테 (橋立) (4,277t) - 장갑 코르벳 후소 (扶桑) (3,718t) - 코르벳 히에이 (比叡) (2,200t)-손상 이외 전력: - 포함 아카기 (赤城) (615t)-손상 - 위장순양함 사이쿄마루(西京丸) (상선, 2,913t)-손상 | - 순양함 양위 (揚威) (1,350t)-침몰 - 순양함 초용 (超勇) (1,350t)-침몰 - 순양함 정원 (靖遠) (2,300t) - 순양함 래원 (来遠) (2,830t)-손상 - 철갑함 진원 (鎭遠) (7,430t) - 철갑함 정원 (定遠) (7,355t, 기함) - 순양함 경원 (經遠) (2,850t)-침몰 - 순양함 치원 (致遠) (2,300t)-침몰 - 순양함 광갑 (廣甲) (1,290t)-침몰 - 순양함 제원 (濟遠) (2,355t) - 순양함 평원 (平遠) (2,100t) - 순양함 광병 (広丙) (1,000t) - 어뢰정 |

## 참고 문헌
- (일본어) 日清戦争黄海海戦
- (일본어) 松島水雷長の木村浩吉大尉 黄海海戦実見記